# Легчанов Валерій Акіндійович
Валерій Акіндійович Легчанов (нар. 13 лютого 1980) — колишній український футзаліст, нині головний тренер львівської «Енергії».

## Клубна кар'єра
Вихованець Покровської (Покровського району Дніпропетровської області) футбольної школи. Дебютував у професійному футзалі за оріхівський «Орсільмаш», де провів два сезони і перебрався до дніпропетровського «ДДАУ-Бересфорд». Після півтора сезони в дніпропетровську молодий футзаліст відправився в «Титан-Зоря» з Покровського, де за п'ять матчів після чого «ДДАУ-Бересфорд» повернув Легчанова в команду. Провівши сезон 2001/02 року в Дніпропетровську, Легчанов знову перебрався в «Титан-Зорю».
У сезоні 2003/04 років перейшов до львівської «Енергію». У 2006 році львівська команда виграла срібло чемпіонату, а в кубку дійшла до фіналу. У 2007-му Легчанов добув з командою перше чемпіонство, а також дійшов до елітного раунду розіграшу Кубку УЄФА в сезоні 2007/08 років.
На початку сезону 2009/10 року Валерій Легчанов на запрошення Станіслава Гончаренка перейшов в львівський «Тайм». Разом з командою Валерій виграв друге для себе звання чемпіона України, а також вперше підняв над головою Кубок України.
В середині чемпіонату 2010/11 років «Тайм» припинив своє існування через фінансові проблеми, і Легчанов повернувся в «Енергію». У сезоні 2011/12 Валерій знову виграв звання чемпіона України, але сезон для лідера львів'ян вийшов зім'ятим. Виною всьому стала серйозна травма коліна, яку він отримав у другому колі чемпіонату під час матчу з харківським «Локомотивом». У квітні 2012 року переніс операцію.

## Кар'єра в збірній
Валерій Легчанов дебютував за збірну України з футзалу в 2008 році. На чемпіонаті Європи в 2012 році був капітаном команди.

## Особисте життя
Одружений, виховує доньку та сина.

## Досягнення
- Чемпіонат України
  -  Чемпіон (3): 2006/07, 2009/10, 2011/12

- Кубок України
  -  Володар (4): 2009/10, 2010/11, 2011/12, 2012/13